# 친림광화문내근정전정시시도
친림광화문내근정전정시시도(親臨光化門內勤政殿庭試時圖)는 견본채색(絹本彩色)의 8폭 병풍 형태로 된 기록화로 2001년 12월 31일 서울특별시 유형문화재 제138호로 지정되었다.

## 개요
이 그림은 영조23년 9월 19일 실시한 정시(庭試)에 왕이 친림하였다가 侍立했던 신하들에게 "창업중흥만세법(創業中興萬世法), 용준호거한양성(龍蹲虎踞漢陽城)"이라는 시제(詩題)를 내려 그 운에 맞는 시를 지어 올리도록 했는데, 이 병풍의 그림은 이를 기념하기 위해 만든 것이다.
총 8폭 중 맨 우측 한폭에 그림이 그려져 있고, 나머지 폭들에는 정시(庭試)에 참여하여 시를 적은 관리들의 싯구와 관직, 성명 등이 적혀 있다. 정시(庭試)가 행해진 광화문(光化門) 내 근정전(勤政殿)을 그린 병풍 첫 면의 그림은 원경(遠景)에는 농담(濃淡)이 있는 굵은 鉤勒線과 짧은 米點의 북악(北岳)을 그리고, 중경(中景)에는 건물기단과 주춧돌만 남아 있는 근정전(勤政殿)터를 부감법(俯瞰法)으로 나타내었다. 근정전 자리에는 백분(胡粉)으로 칠한 천막과 붉은 어좌(御座)를 그려 임금이 친림(親臨)했음을 나타내었다. 원경(遠景)과 중경(中景) 사이에는 군데군데 무리진 문인화풍(文人畵風)의 소나무를 그려 원근법(遠近感)을 표현하였다.
이 그림은 당시 폐허가 된 경복궁의 모습과 조정(朝廷)의 문풍(文風)을 알려주는 중요한 자료이다.

## 같이 보기
- 근정전

## 참고 자료
- 친림광화문내근정전정시시도 - 국가유산청 국가유산포털

 본 문서에는 서울특별시에서 지식공유 프로젝트를 통해 퍼블릭 도메인으로 공개한 저작물을 기초로 작성된 내용이 포함되어 있습니다.